# 並木俊守
並木 俊守（なみき としもり、1925年 1月13日- ）は、日本の法学者、弁護士、公認会計士。専攻は商法。日本大学教授、警視庁刑事部顧問等を歴任。

## 人物・経歴
陸軍中央幼年学校を経て、陸軍士官学校卒業。賜銀時計。1949年東京商科大学（現一橋大学）卒業。大学在学中は陸上競技部に所属し、関東学生陸上競技対校選手権大会においてハンマー投で優勝した。田中誠二に師事。東京経済大学講師、日本大学教授、一橋大学非常勤講師、警視庁刑事部顧問等を歴任。
商法研究者や弁護士として著名であったが、顧問先であった加商株買取の相手方会社から1億円を超える謝礼を受けたことが、弁護士法に違反すると指摘された。これを受け自ら弁護士を登録抹消したため、弁護士会からの懲戒処分は受けなかった。

## 著書
- 『契約書の法律―トラブルを防ぐ55の書式 (1965年) (話し言葉による日常法律実務シリーズ)』1965]
- （田中誠二と共著）『例解商法〈上〉総則,会社』1966
- 『手形小切手の実用法律』1968
- 『アメリカ会社法』1970
- 『アメリカ統一商法典』1971
- 『英文契約書作成の手引』1972
- （坂田桂三と共著）『会社法の判例』1973年
- 『新商法計算規則による会社経理と監査』1974
- （田中誠二と共著）『新版株式会社法律実務ハンドブック』
- 『商法入門』1982/1
- 『アメリカにおける 取締役の経営責任の法理』1983/1
- 『再成長株が巨富をつくる―並木式株式圧勝銘柄発掘法 (1983年)』1983/11
- 『株式会社法』1984/1
- 『並木流株式王道投資法』1985/10
- 『現代株式会社法』1986/3
- 『人生の機微 株式投資の秘訣』1987/6
- （並木和夫と共著）『現代アメリカ会社法』1987/11
- 『逆転の株作戦―相場の流れを確実につかめ (カッパ・ビジネス)』1988/11
- （並木和夫と共著）『現代アメリカ会社法』1989/4
- 『企業買収と第三者割当増資』1989/10
- 『日米インサイダー取引法と企業買収法』1989/10
- 『転機に儲ける株作戦―90年代、相場の流れはこう変わる (カッパ・ビジネス)』1989/11
- 『底値で儲ける株作戦 (実日ビジネス)』1990/5
- 『取締役・監査役の法律―職務・義務と責任 (話し言葉による日常法律実務シリーズ)』1990/11
- 『証券取引法入門 (会社の法律シリーズ)』1991/6
- 『民法の知恵事典』1994/2
- 『続・民法の知恵・事典 中級編』1994/10
- 『法律家の書いた借方・貸方がわかる本』中央経済社 (1995/07)
- 『自社株取得の実務―商法・証取法・税法の取扱い』1996/3
- 『土地再評価法と新自社株取得の実務』1998/4
  - 他多数